# Quecksilber(II)-chlorid

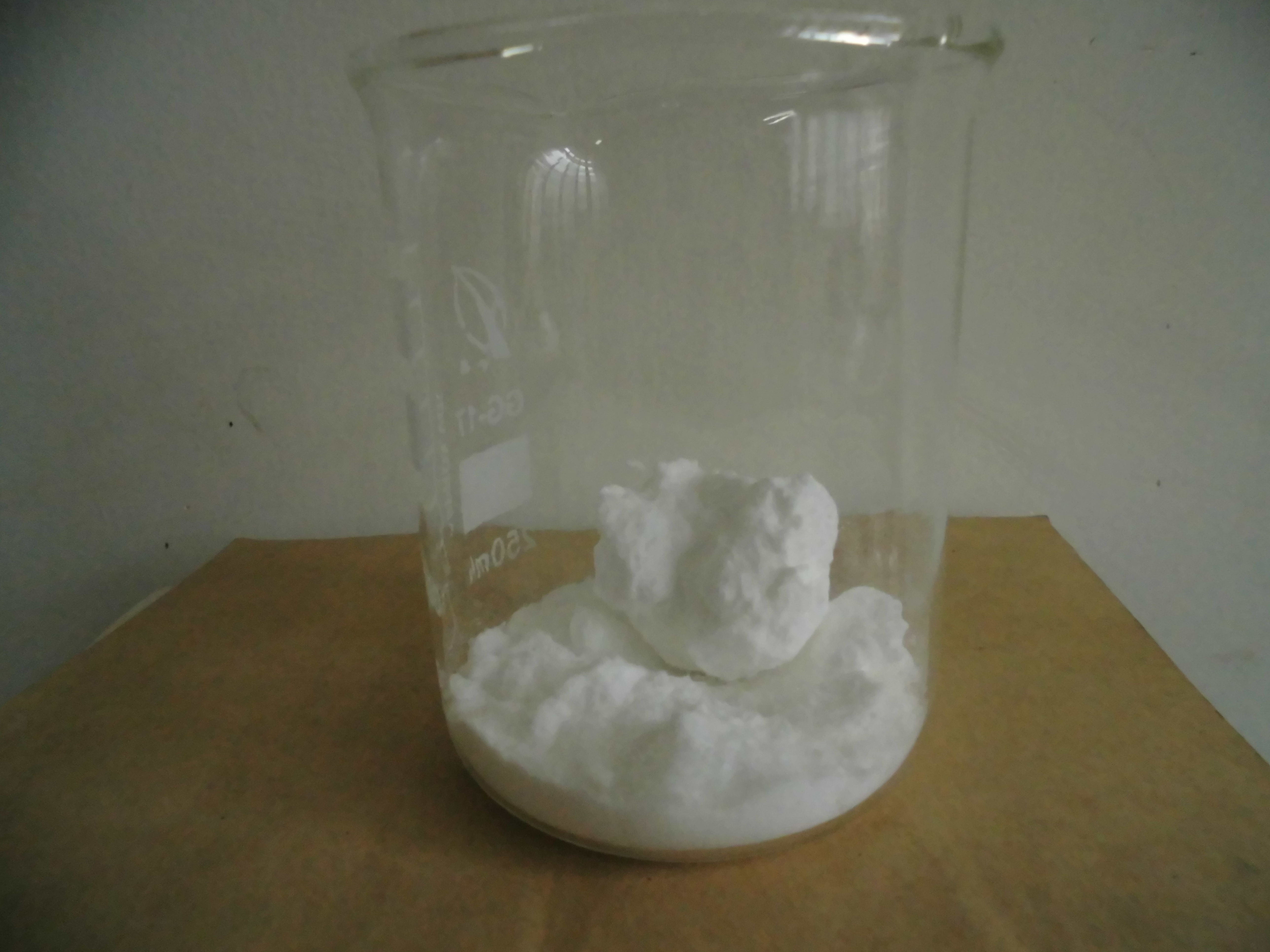
Quecksilber(II)-chlorid in Pulverform

Quecksilber(II)-chlorid (HgCl2) oder Sublimat (auch Hydragyrum bichloratum, und früher auch Mercurius sublimatus „sublimiertes Quecksilber“) ist eine chemische Verbindung des Quecksilbers aus der Gruppe der Chloride.

## Eigenschaften
Quecksilber(II)-chlorid ist eine farblose, kristalline, in Wasser mäßig lösliche, sehr giftige molekulare Verbindung, die bei 281 °C schmilzt. Da sie beim Erhitzen leicht sublimiert, bezeichnet man sie als Sublimat: Der Siedepunkt bei 302 °C ist kaum zu beobachten. Im kristallinen Zustand, in der Dampfphase und in Lösung liegt Quecksilber(II)-chlorid in Form von kovalent gebundenen, linearen Cl–Hg–Cl-Molekülen vor. In wässriger Lösung dissoziieren die Moleküle nur geringfügig in Ionen, daher leitet eine Lösung den elektrischen Strom kaum. Quecksilber(II)-chlorid ist im Vergleich zu anderen Halogeniden wie Quecksilber(II)-iodid, die in Wasser nur in Spuren löslich sind, recht gut löslich.
Aquaporine – Kanalproteine, durch die Wasser eine Biomembran passieren kann – werden durch Quecksilber(II)-chlorid bzw. Quecksilber(II)-ionen spezifisch gehemmt.

## Darstellung
Quecksilber(II)-chlorid entsteht beim Erhitzen von Quecksilber(II)-sulfat mit Natriumchlorid und sublimiert dabei als leichtestflüchtige Komponente ab.
{\displaystyle \mathrm {HgSO_{4}+2\ NaCl\longrightarrow HgCl_{2}+Na_{2}SO_{4}} }
Bei der Reaktion von Quecksilber(I)-chlorid mit Chlor oder von Quecksilber(II)-oxid mit Salzsäure oder auch direkt aus den Elementen Quecksilber und Chlor in beheizten Retorten entsteht Quecksilber(II)-chlorid.
Auch die Reaktion von Salzsäure mit Quecksilber(I)-Verbindungen (z. B. Quecksilber(I)-nitrat) ist möglich
{\displaystyle \mathrm {Hg_{2}(NO_{3})_{2}+4\ HCl\longrightarrow 2\ HgCl_{2}+2\ H_{2}O+2\ NO_{2}} }

## Verwendung
Quecksilber(II)-chlorid wirkt pilztötend, darum wurde es früher zum Beizen von Saatgut und zur Imprägnierung von Holz verwendet (Kyanisierung). Da es außerdem, wie William Alexander in der zweiten Hälfte des 18. Jahrhunderts entdeckt hatte, antiseptisch wirkt, wurde es als Desinfektionsmittel bei Wunden und als Alternative zur Karbolsäure bei Operationen sowie (auch kombiniert mit Alkohol) zur hygienischen Desinfektion von Händen und Unterarmen vor chirurgischen Eingriffen verwendet. Der Chirurg führte Sublimat, etwa in Form der Sublimatgaze als Bestandteil der Verbandpäckchen deutscher Soldaten, als Wundantiseptikum ein. In starker Verdünnung wurde es sogar als Arzneistoff eingesetzt und fand wie Kalomel Einsatz als unter die Haut verabreichtes Medikament bei Syphilis.
Dem französischen Anatomen François Chaussier (1746–1828) gelang der Nachweis, dass Quecksilber(II)-chlorid einen Leichnam vor Fäulnis schützt und seine Austrocknung begünstigt. Damit erzielte er einen wesentlichen Fortschritt im Bereich der Leichenkonservierung. Aufgrund seiner fixierenden Wirkung wurde es bis um 1900 als Konservierungsmittel für anatomische Präparate benutzt. Wegen seiner bereits länger bekannten Giftigkeit werden heute jedoch andere Stoffe benutzt.
Des Weiteren spricht Edgar Allan Poes Detektiv C. Auguste Dupin in The Mystery of Marie Roget die konservierende Wirkung der chemischen Verbindung an.
Auch in der Leichenkonservierung ging man von der alleinigen Verwendung von Quecksilber(II)-chlorid und anderen Metallverbindungen wieder ab, als bemerkt wurde, dass Metall aus der Lösung ausfiel und entstellende Flecken an den solcherart behandelten Leichen hinterließ. Außerdem bewirkte Quecksilber(II)-chlorid eine graue Verfärbung der Haut.
Quecksilber(II)-chlorid ist Bestandteil von Ätzmitteln für die Stahl- und Kupferätzung, Katalysator in der Synthesechemie wie zum Beispiel bei der Herstellung von Vinylchlorid, und wurde vor Einführung der RoHS-Richtlinien als Depolarisator in Trockenbatterien, wie beispielsweise Zink-Kohle-Zellen, verwendet.